# Филип Гершкович
Филип Мойсеевич Гершкович (на немски: Philip Herschkowitz, на румънски: Philip Herschkowitz, на руски: Фили́пп Гершко́вич) е австрийски, румънски и руски композитор от еврейски произход, преподавател, музикален теоретик, диригент, наследник и пропагандатор на Новата виенска школа.

## Детство и юношество
Филип Мойсеевич Гершкович е роден на 7 септември 1906 г. в град Яш, Румъния, в еврейското семейство на търговец на копчета. Учи в Музикалната консерватория на Яш. През 1927 г. постъпва във Виенската консерватория, където учи при Йозеф Макс. На следващата година, на 22-годишна възраст, той приема дванадесет-тоновата техника за своите композиции. През 1929 – 1931 е ученик в класа по композиция на австрийския композитор Албан Берг, а в периода 1934 – 1939 г. – при Антон Веберн, като в същото време посещава диригентски курсове при Херман Шерхен.

## Втора световна война
След хитлеристкия аншлус на Австрия той успява да избяга от Виена обратно в Румъния. През ноември 1940 г. румънският диктатор Йон Антонеску подписва споразумение за присъединяването на Румъния към Оста Рим – Берлин – Токио. Филип Гершкович, който знае какво точно носи новият световен ред на евреите, веднага се мести в Чернивци, тъй като с присъединяването на Северна Буковина към СССР през 1940 г. градът вече се намира в границите на Украйна. Преподава хармония в музикалния колеж в града, като същевременно продължава да работи като композитор. Там е насрочен дебютът му като диригент – точно за 22 юни 1941 г., когато Германия напада СССР.
В първите дни на Втората световна война Филип Гершкович напуска столицата на Буковина, като успява да вземе със себе си само зимно палто и малък куфар. Носи шапка в европейски стил и очила. В този вид си проправя път на изток, предизвиквайки естествените подозрения сред местните жители. Заради външността му в Днепропетровск е арестуван няколко пъти и отвеждан в различни регионални полицейски управления, където трябва да обяснява историята си с помощта на един и същи преводач от идиш. Накрая евакуационната вълна го отвежда в Ташкент, където остава от 1941 до 1946 г.
През 1942 г., в Ташкент, Гершкович е приет в Съюза на композиторите на СССР. Там той се превръща във водещ специалист по местния уйгурски фолклор и дори известно време ръководи музикалната част на Уйгурския драматичен театър в Андижан.

## Москва
През 1946 г. Филип Гершкович заминава за Москва, където почти веднага попада под първия сталински удар срещу „безродните космополити“ и през януари 1949 г. е изключен от Съюза на композиторите. Творбите му не са одобрени идеологически от музикалните власти и не са изпълнявани никъде. Оттогава е назначаван с прекъсване от една извънщатна позиция на друга. Едва след смъртта на Сталин, през 1953 г. все пак е приет в Музфонд. Понякога е канен да води лекционни курсове в различни консерватории – в Ленинград, Киев, Ереван, но не и в Москва.
С помощта на еврейския литературовед Юрий Лотман публикува две статии в „Научни бележки на Тартуския университет“ – за Йохан Себастиан Бах и Арнолд Шьонберг. Всички останали негови теоретични трудове, бележки и писма остават непубликувани до 1991 г., когато московският композитор Леонид Хофман, заедно с вдовицата на музиканта, публикува значителна част от неговия архив. Няколко години по-късно в Германия излиза монография за Гершкович. През 1990-те години са публикувани още три тома от неговите теоретични изследвания. Теоретичните му работи са написани на строг, аналитичен език, който е по-характерен за математик, отколкото за музиколог – без въведения и пасажи от изследванията, без епитети и хиперболи.
През цялото време Филип Гершкович остава твърд в желанието си да се върне във Виена. В края на 1960-те той подава заявление за напускане на страната до Отдела за визи и регистрации, но получава отказ и заповед за връщане на огромния му финансов дълг. Като първа реакция веднага е изгонен от Музфонд. В отчаянието си той дори пише писмо до Тихон Хренников, неизменния лидер на Съюза на композиторите, но не получава никаква помощ. Кръгът на неговите познати се стеснява драстично, редакцията на университета в Тарту връща статиите му, а името му вече не се споменава никъде. Оттогава единственият му начин за препитание стават частните уроци. Накрая пристига покана от фондацията „Албан Берг“, която го моли за помощ при подготовката за публикуване на събраните творби на Берг. През декември 1987 г., след падането на Желязната завеса, Гершкович заминава със съпругата си за Виена, където продължава усилена работа по книгата си и по превода на есетата си на немски език.
В рамките на половин година той се разболява тежко и е диагностициран с мозъчен тумор. След три успешни операции обаче, бъбреците му отказват. Умира на 5 януари 1989 г. и е погребан в Еврейското гробище във Виена. След смъртта му вдовицата му работи над 9 години, завършвайки работата по ръкописите на неговите 4 книги – общо около хиляда страници. Използвайки собствените си ресурси, тя успява да публикува основните му творби.

## Теория на музиката
Музикалното мислене на Гершкович, по своята строгост, е подобно на математическото. От всички клонове на математиката най-много го привлича теорията на симетрията. Той изучава полупопулярната, но математически строга книга „Симетрия“ на математика Херман Вайл и намира сериозна аналогия с музиката. Според него връзката между музикалната вертикала (акорда) и музикалната хоризонтала също е геометрична, макар и безкрайно по-сложна. За Гершкович „симетрията е същността на същностите“.
Според музикалния мироглед на композитора, „всичко в музиката, що се отнася до музикалната форма, преди Бетовен и след Бетовен, трябва да бъде изследвано, изхождайки от Бетовен“. Той анализира промяната във формата на сонатата от Йозеф Хайдн до Волфганг Амадеус Моцарт и от Моцарт до Бетовен. Нещо повече, тълкува тази промяна не като напредък от най-ниската към най-високата форма. Според него всеки от тези трима велики музиканти усъвършенства тази форма до възможно най-висока степен на съвършенство в музикалния и исторически контекст на своето време.
Предметът на музикологичните изследвания на Филип Гершкович се базира на утвърждаването на приемствеността и развитието на традицията, „която произхожда от Йохан Себастиан Бах и достига до Густав Малер“ и която е поета и продължена от Арнолд Шьонберг, Берг и Веберн – майсторите от Новата виенска школа. Той определя наречената от него група от велики композитори „великолепната седморка“, в която включва Бах, Моцарт, Бетовен, Рихард Вагнер, Малер, Шьонберг и Веберн.

## Преподавателска дейност
През 1950-те години музикантите в Русия започват да се интересуват от Нововиенската школа и присъствието на „жив свидетел“ в Москва играе решаваща роля. Именно Гершкович оказва пряко влияние върху младите композитори по „зловреден, вреден и покварен начин“, като иска да избяга от задушаващия, макар и в много отношения комфортен затвор на „социалистическия реализъм“. Така наречената „ъндърграунд музика“ в Русия започва със забележителния принос и участието на Гершкович. Той предава знанията и музикалната си философия на цяла плеяда от композитори, музиколози и изпълнители, които са му задължени за последвалите постижения и развитието си.
На учениците си Филип Гершкович преподава това, на което са го научили двамата класици на Новата виенска школа – науката за хармонията, произтичаща директно от разбирането на Бетовен за същността на музикалната форма. В лекциите си той пропагандира идеите си както по време на размразяването, така и по време на стагнацията, въпреки отхвърлянето на „формализма“ от полуофициалната музикология.
Гершкович е официален преподавател и неофициален наставник на представители на творческата младеж от 1960-те години. Такива са композиторите Андрей Волконски, Алфред Шнитке, Едисон Денисов, София Губайдулина, Николай Каретников, Валентин Силвестров, Виктор Суслин, Елена Фирсова, Дмитрий Смирнов, Александър Вустин, Борис Тишченко, Александър Локшин, Михаил Меерович, Алексей Муравльов, Леонид Грабовски, Вячеслав Артьомов, Владимир Дашкевич, Владислав Шут, Леонид Хофман и други. Към тях се включват музиколозите Михаил Друскин, Натан Фишман, Юрий Холопов, Михаил Тараканов, Михаил Бялик, Александър Ивашкин и изпълнителите – цигуларите Олег Каган и Лияна Исакадзе, виолончелистите Иван Монигети и Наталия Гутман, пианистите Алексей Любимов, Тигран Алиханов, Елизавета Леонская и Елисо Вирсаладзе, перкусионистът Марк Пекарски и други. Всички те принадлежат към цвета на руската музика.

## Творчество
Някои произведения
- 1929 – Валс за пиано
- 1930 – Фуга за камерен оркестър
- 1947 – „Пролетни цветя“ за пиано
- 1957 – Капричио
- 1962 – 4 песни по стихове на Паул Целан за мецосопран и пиано
- 1965 – 3 песни по стихове на Йон Барбу за глас и пиано
- 1968 – 4 пиеси за виолончело и пиано
- 1969 – Пиеса за пиано в 4 части
- 1960-те – 3 пиеси за пиано
- 1970-те – 4 песни по стихове на Паул Целан за мецосопран, 2 флейти, 2 кларинета, бас кларинет, 2 фагота, 4 рога, малък барабан, пиано, 4 цигулки, 2 виоли и 2 виолончела
- 1970-те – 3 пиеси за виолончело и пиано
- 1970-те – Малка камерна сюита за 2 кларинета, цигулка, виола, виолончело и пиано
- 1970-те – Четири пиеси за виолончело и пиано
- 1979 – Малка камерна сюита в три части за мецосопран, цигулка, две виоли, виолончело, два кларинета и пиано по стихове на Фредерико Гарсия Лорка и Райнер Мария Рилке
- 1983 – Мадригали за глас и камерен оркестър по стихове на Рилке, Гарсия Лорка и Гийом Аполинер
- 1987 – 3 песни с акомпанимент на камерен оркестър